# نادي السر
نادي السر السعودي هو أحد أندية الدرجة الثالثة في بلدة الفيضة بمنطقة الرياض ، تأسس عام 1977 م.